# Aristolochia tigrina
Aristolochia tigrina là một loài thực vật có hoa trong họ Aristolochiaceae. Loài này được A.Rich. mô tả khoa học đầu tiên năm 1850.